# Karl Paetow
Karl Paetow (* 19. März 1903 in Fürstenwalde; † 23. Oktober 1992 in Bad Oeynhausen) war ein Volkskundler, Schriftsteller, Leiter des Deutschen Tabak- und Zigarrenmuseums und des Kreismuseums Bünde und Stifter des Deutschen Märchen- und Wesersagenmuseums Bad Oeynhausen und im Zweiten Weltkrieg am Kunstraub beteiligt.

## Leben
Nachdem Paetow sein Abitur erlangt hatte, begann er das Studium der Germanistik, Kunstgeschichte und Volkskunde in Göttingen, Frankfurt, Köln, Bonn und Berlin. 1928 erwarb er mit der Dissertation zum Thema „Klassizismus und Romantik auf Wilhelmshöhe“ den Doktorgrad der Philosophie in Leipzig. Anschließend begann er eine Lehre am Hessischen Landesmuseum in Kassel und assistierte am Museum am Augustplatz in Leipzig. 1930 wurde er Museumsleiter in Stolp (Pommern). Von 1935 bis 1945 arbeitete er als wissenschaftlicher Angestellter der Stadt Kassel.

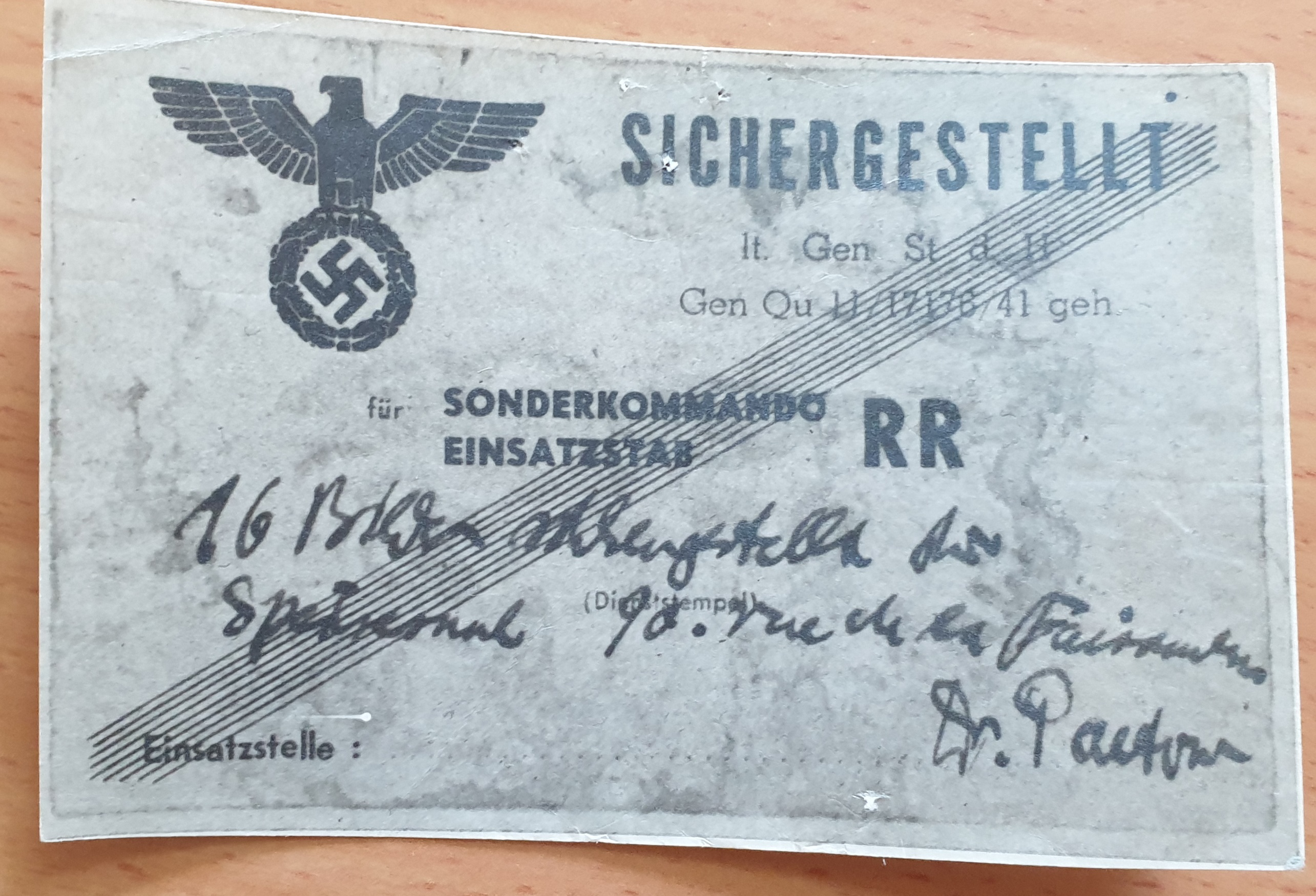
Unterschrift von Dr. Karl Paetow auf einem Dokument über den Raub von Kunst aus dem Haus von Pierre Seligmann-Alphandery in Paris vom 19. Januar 1943.

Zum 1. Mai 1933 trat Karl Paetow der NSDAP bei (Mitgliedsnummer 3.217.266). Aus seiner Korrespondenz mit Hans Grimm, einem von Hitlers Lieblingsautoren, den er bewunderte, wird klar, dass Paetow zumindest in den 1930er und 1940er Jahren rassistischen und anti-semitischen Ideen anhing. Nachdem er während des Krieges an der Ostfront verwundet wurde, wurde er nach Paris versetzt und arbeitete für den ERR. Dort war er für eine Reihe von Kunstrauben bei jüdischen Eigentümern und Kunstsammlungen in Frankreich und Belgien verantwortlich, die im Gebäude der heutigen Galerie nationale du Jeu de Paume in Paris gesammelt wurden. Später wurde er in Rosenbergs Amt für Volkskunde versetzt. Rose Valland beschrieb ihn als eine „gefährliche Person und einen typischen Nazi“, dessen Aufgabe die Inventur und Beschlagnahme jüdischer Haushalte in Paris war. In einigen Listen aus der Nachkriegszeit wird er als „Dr. Petof“ aufgeführt.
Die Kontakte nach Bünde knüpfte er über Friedrich Langewiesche, den er im Krieg kennenlernte. Von 1951 bis 1968 war Karl Paetow Leiter des Deutschen Tabak- und Kreismuseums Bünde. Nach seiner Pensionierung gründete und stiftete er 1973 das Deutsche Märchen- und Wesersagenmuseum in Bad Oeynhausen, dem er anschließend noch 9 Jahre vorstand. Nach der Auflassung seines Grabes wurde der Grabstein in den Vorgarten des Museums als Gedenkstein verbracht, von dort aber nach zunehmender öffentlicher Diskussion über Paetows Wirken in der NS-Zeit 2023 wieder entfernt. Laut einem Beschluss des Kulturausschusses der Stadt Bad Oeynhausen werde künftig am und im Museum über die Vergangenheit des Gründers kritisch informiert.
Karl Paetow schrieb eine Fülle von Büchern mit dem Schwerpunkt Sagen und Märchen, die vor allem im Weserbergland angesiedelt sind. Er war in seiner Jugend Wandervogel-Mitglied, sein Denken und Wirken blieb romantisch bestimmt. Bei der Neugründung der Schriftstellervereinigung Die Kogge 1953 wurde er dort Mitglied, erhielt 1967 den Sonderpreis der Kogge und 1981 das Bundesverdienstkreuz am Bande.

## Werke
- Klassizismus und Romantik auf Wilhelmshöhe. Kassel 1929.
- Rübezahl. 3. Aufl., Husum 1993.
- Weihnachtsgeschichten aus über tausend Jahren. Hameln 1994.
- Die Wittekindsage. 4. Aufl., Hameln 1994.
- Die schönsten Wesersagen an der Märchenstraße von Kassel bis Bremen. 6. Aufl., Hameln 2004.